# Oenocarpus mapora
Oenocarpus mapora är en enhjärtbladig växtart som beskrevs av Gustav Karl Wilhelm Hermann Karsten. Oenocarpus mapora ingår i släktet Oenocarpus och familjen Arecaceae. Inga underarter finns listade i Catalogue of Life.